# Rito benedettino
Il rito benedettino è un rito latino della Chiesa cattolica. È simile al rito romano e il suo uso è riservato all'ordine di San Benedetto.

## Messa
L'ordine benedettino non ha mai avuto un proprio rito per la Messa. A partire dalla riforma liturgica seguita al Concilio di Trento e sancita da papa Pio V con la bolla Quo Primum i benedettini adottano il rito romano per la Messa. Precedentemente, i benedettini adottavano i riti locali: ad esempio il rito di Durham nella cattedrale dell'omonima città. Furono tuttavia stampate alcune edizioni del Missale Benedictinum fra cui una a Montserrat nel 1499, un'altra (Missale plenum benedictinum) è in possesso della biblioteca capitolare di Vercelli forse proveniente dall'abbazia di Novalesa. Risale al XIII secolo un Missale Benedictinum Salisburgense di cui si tramanda il manoscritto.

## Liturgia delle Ore
L'Ordine ha sempre avuto un proprio rito per la celebrazione della Liturgia delle Ore e il breviario benedettino porta il nome di Breviarium Monasticum.
Il fondatore san Benedetto dedica tredici capitoli (8-20) della Regola alla regolamentazione delle ore canoniche per i monaci. Il capitolo 18 specifica come devono essere recitati i salmi:
«L'ordine dei salmi nelle ore del giorno
Prima di tutto si dica il versetto: "O Dio, vieni in mio soccorso; Signore, affrettati ad aiutarmi", il Gloria e poi l'inno di ciascuna Ora.
A Prima della domenica si dicano quattro strofe del salmo 118; alle altre Ore, cioè a Terza, Sesta e Nona, si dicano tre strofe per volta dello stesso salmo. A Prima del lunedì si recitino tre salmi e cioè il salmo 1, il 2 e il 6; e così nei giorni successivi fino alla domenica si dicano di seguito tre salmi fino al 19, in modo però che il 9 e il 17 si dividano in due. Così le vigilie domenicali cominceranno sempre con il salmo 20.
A Terza, Sesta e Nona del lunedì si dicano le ultime nove strofe del salmo 118, tre per ciascuna Ora. Esaurito questo salmo in due giorni, cioè alla domenica e al lunedì, a Terza, Sesta e Nona del martedì si recitino rispettivamente tre salmi dal 119 al 127, cioè in tutto nove salmi.
Questi vengano sempre ripetuti allo stesso modo nelle medesime Ore fino alla domenica, lasciando però invariati gli inni, le lezioni e i versetti per tutte le Ore della settimana, in modo che alla domenica si cominci sempre dal salmo 118.
Il Vespro poi si celebri ogni giorno con il canto di quattro salmi, dal 109 fino al 147; eccettuando quelli che sono riservati alle altre Ore, cioè i salmi 117-127, 133 e 142, tutti gli altri si dicano a Vespro. E poiché vengono a mancare tre salmi, si dividano i più lunghi del gruppo indicato, ossia il 138, il 143 e il 144. Il 116, invece, che è il più breve, venga unito al 115. Stabilito così l'ordine della salmodia vespertina, tutto il resto, cioè la lezione, il responsorio, l'inno, il versetto e il cantico, si dica come abbiamo disposto sopra.
A Compieta, infine, si ripetano tutti i giorni gli stessi salmi e cioè il 4, il 90 e il 133.
Una volta fissato l'ordine della salmodia di tutti i salmi rimanenti vengano distribuiti in parti uguali nei sette Uffici notturni, dividendo quelli più lunghi e assegnandone dodici per notte.
Ci teniamo però ad avvertire che, se qualcuno non trovasse conveniente tale distribuzione dei salmi, li disponga pure come meglio crede, purché badi bene di fare in modo che in tutta la settimana si reciti l'intero salterio di centocinquanta salmi e con l'Ufficio vigiliare della domenica si ricominci sempre da capo.
Infatti i monaci, che in una settimana salmeggiano meno dell'intero salterio con i cantici consueti, danno prova di grande indolenza e fiacchezza nel servizio a cui sono consacrati, dato che dei nostri padri si legge che in un sol giorno adempivano con slancio e fervore quanto è augurabile che noi tiepidi riusciamo a eseguire in una settimana.»
San Benedetto quindi voleva che l'intero salterio fosse recitato ogni settimana; dodici salmi a mattutino quando erano previsti due notturni; quando erano previsti tre notturni, il numero totale delle lezioni era di venti. Tre salmi (o parti di salmo) erano riservati per l'ora di prima, le ore minori e compieta (in cui non era incluso il "Nunc dimittis"), e sempre quattro salmi ai vespri.

## Influenza sul Breviario romano
Il salterio del Breviarium Monasticum costituisce la base per la maggior parte delle forme della Liturgia delle Ore fino alla riforma del breviario di papa Pio X nel 1911.
I benedettini non possono sostituire il Breviario romano o la Liturgia delle ore al loro Breviario monastico, perché sono obbligati alla recita della più lunga forma monastica. La liturgia benedettina delle ore impegna i monaci da quattro a cinque ore al giorno. Dopo un'elaborazione graduale e a volte intensa, l'ufficio quotidiano crebbe fino al punto di impegnare da dieci a dodici ore, specialmente nelle feste principali. La riforma del breviario è stata un tema frequente negli ordini religiosi che sono nati dai benedettini, allontanandosi del monachesimo tradizionale benedettino.

## Testi liturgici
- Vetus Missale Romanum monasticum Lateranense cum præfationibus, su books.google.com.